# Andrés Varela
Andrés Varela (Montevideo, 1975) es un productor, guionista y director de cine uruguayo.

## Trayectoria
Desde 1992 participa en numerosos proyectos teatrales como productor, actor y como director, entre otros con la Comedia Nacional.
En 1999 egresa de la Escuela Multidisciplinaria de Arte Dramático Margarita Xirgu (E.M.A.D). 
Continúa su formación en París (Francia), obteniendo en el 2001 la Licenciatura en Artes del Espectáculo de la Universidad de París X Nanterre y posteriormente la maestría en la Universidad Sorbona Nueva. Durante este período realiza la formación de la Escuela Internacional de Teatro Jaques Lecoq.
En 2003 recibe el premio nacional de literatura del M.E.C.
En 2006 se integra al equipo de producción del film documental La Matinée en calidad de productor ejecutivo y cofunda, junto a Sebastián Bednarik, CORAL CINE Archivado el 12 de agosto de 2020 en Wayback Machine..
En 2008 realiza el guion y la producción del largometraje documental Mundialito.
En ese mismo año funda junto a Sebastián Bednarik, EFECTO CINE, la primera plataforma profesional de cine itinerante del Uruguay, al día de hoy se encuentra activa en Chile y Brasil, en su formato EFECTO PEDAL. (Generación de energía a través de bicicletas).
La película Mundialito es estrenada en el año 2010, ese mismo año inicia el guion y la dirección de la película Maracaná.
En 2013 comienza a dirigir la serie documental para televisión Boliches, el corazón del barrio, emitida por Canal 10 Uruguay; la misma se realizó durante 5 temporadas ininterrumpidas. Ese mismo año produce la película Todavía el amor dirigida por Guzmán García.
En marzo de 2014 estrena Maracaná ante 12.000 espectadores en el Estadio Centenario, convirtiéndose en la película nacional más vista del año, premiada como mejor documental nacional por la Asociación de Archivado el 15 de agosto de 2020 en Wayback Machine.Críticos del Uruguay. Archivado el 15 de agosto de 2020 en Wayback Machine.
En marzo de 2016 realiza la dirección artística del Show Inauguración del Estadio Campeón del Siglo del Club Atlético Peñarol. Espectáculo en formato de ópera moderna que contó con más de 250 artistas en escena.
En 2016 realiza la producción del largometraje documental Fattoruso de Santiago Bednarik y Sangre de Campeones de Sebastián Bednarik
En 2017 dirige El Delirio, 100 años de la Cumparsita, espectáculo multidisciplinario que se realizó en el Estadio Centenario para 18.000espectadores.
En 2018 dirige Gutenberg, el inicio de una nueva era. Siendo este el primer estreno nacional en el Antel Arena.

## Filmografía
- 2007, La matinée (producción).
- 2008, Cachila (producción).
- 2010, Mundialito (producción).
- 2013, Todavía el Amor (producción).
- 2014, Maracaná.[2] (dirección y producción).
- 2017, Fattoruso (producción).
- 2018, Sangre de Campeones (producción).

## Premios
- 2003, Premio Nacional de Literatura por El depósito.
- 2007, Fipresci Uruguay: Mejor documental Uruguayo con La Matinée.
- 2008, Premio Príncipe Claus: proyecto Efecto Cine.
- 2008, Premio proyectos especiales Hubert Bals.
- 2009, Premio Príncipe Claus proyecto Efecto Cine Red Latinoamericana.
- 2009, Premio Proyectos Especiales Efecto Cine Red Latinoamericana Hubert Bals.
- 2010, Fipresci Uruguay: Mejor documental Uruguayo con Mundialito
- 2011, Premio Agencia Nacional de investigación por Popularización de las ciencias con Efecto Cine.